# Epinephelus lebretonianus
Epinephelus lebretonianus är en fiskart som först beskrevs av Jacques Bernard Hombron och Jacquinot, 1853.  Epinephelus lebretonianus ingår i släktet Epinephelus och familjen havsabborrfiskar. IUCN kategoriserar arten globalt som otillräckligt studerad. Inga underarter finns listade i Catalogue of Life.